# AGM-88 HARM
AGM-88 HARM (High-speed Anti-radiation Missile) противрадарска ракета велике брзине је тактичка ваздух-земља ракета. Ова ракета развијена је у циљу смањења радарских станица у борбеним дејствима за потребе америчке авијације у Северном Вијетнаму.
Ушла је у употребу 1983, а прво коришћење ове ракете на терену догодило се 1986. током америчког ваздушног напада на Либију. Због мале ефикасности у борбеним условима веома брзо се прешло на развијање типа В ове ракете (AGM-88B).

## Корисници
- САД[1]
- Аустралија[2]
- Грчка
- Египат
- Израел AGM-88E модификација.
- Италија
- Јужна Кореја
- Кувајт
- Мароко AGM-88B/C модификација.[3]
- Немачка[4]
- Саудијска Арабија
- Република Кина AGM-88E модификација.
- Турска
- Уједињени Арапски Емирати
- Шпанија